# Binbō-gami ga!
Binbō-gami ga! (貧乏神が!) là bộ manga Nhật Bản hài hước do Yoshiaki Sukeno sáng tác và được phát hành định kì trong tạp chí Jump Square từ tháng 7 năm 2008 cho đến tháng 8 năm 2013. Phiên bản anime do Sunrise chuyển thể bắt đầu phát sóng tại Nhật Bản vào ngày 4 tháng 7 và kết thúc vào ngày 26 tháng 9 năm 2012.

## Cốt truyện
Ichiko Sakura, một nữ sinh trung học 16 tuổi, xinh đẹp, học giỏi, sở hữu thân hình "nóng bỏng" và là con một gia đình thượng lưu. Có thể nói, Ichiko luôn gặp được may mắn kể từ khi sinh ra và khiến mọi người xung quanh phải thầm ghen tị. Đó là bởi vì trong cô sở hữu một lượng lớn "vận khí", có nghĩa là năng lượng vận may của mỗi người. Tuy nhiên, "vận khí" của Ichiko lại dồi dào đến vậy là do cô vô thức hút đi "vận khí" của những người xung quanh cô. Sự may mắn quá mức của Ichiko đã khiến cho các vị thần chú ý, bởi theo họ, vạn vật trên đời đều phải có sự cân bằng, chính vì vậy, cuộc đời gặp quá nhiều may mắn như của Ichiko sẽ gây ra sự mất cân bằng cho thế giới. Để khôi phục lại thế cân bằng, một trong những Vị thần Bất hạnh, xưng là Momiji, được gửi đến thế giới con người để đánh cắp lại "vận khí" của Ichiko trước khi cô chiếm hết vận may của người khác và gây nguy hại đến họ. Tệ hơn nữa, Ichiko thậm chí còn không biết mình sở hữu năng lực này nữa kìa và cô không hiểu tại sao những người cô quan tâm và dành thời gian với họ luôn gặp xui xẻo. Vậy nên Ichiko thường tránh xa người khác để không phải lặp lại quá khứ đau thương của mình. Mọi chuyện vẫn sẽ cứ như vậy cho đến khi Thần Xui Xẻo Momiji xuất hiện... nhưng không thay đổi như cách bạn đang nghĩ đến đâu! Với sự giúp đỡ (có phần hơi gượng ép) từ Momiji và một vị sư chùa lập dị, Ichiko tìm cách ban phát sự may mắn của mình cho người khác và bảo vệ họ khỏi những hiểm nguy khôn lường!